# Glengarry Glen Ross
Glengarry Glen Ross ist ein US-amerikanisches Filmdrama von James Foley aus dem Jahr 1992. Das Drehbuch von David Mamet beruht auf seinem eigenen Theaterstück (deutsch: „Hanglage Meerblick“). Der Ensemblefilm versammelt eine Reihe bekannter Charakterdarsteller wie Al Pacino, Kevin Spacey, Jack Lemmon und Ed Harris.

## Handlung
Der Film schildert zwei Tage in Mitch & Murray’s Immobilienfirma „Premiere Properties“, die als „Rio Rancho“ Land verkaufen. Die Immobilienmakler Richard „Ricky“ Roma, Shelley Levene, Dave Moss und George Aaronow sind Immobilienmakler der „alten Schule“, die Kundenbindung schätzen. Das Geschäft läuft jedoch schlecht und die Abschlüsse sind niedrig. Sie hören von ihrem Chef Williamson im Restaurant gegenüber des Büros, dass die Unternehmensleitung einen Verkaufswettbewerb startet, der das Geschäft ankurbeln soll. Der aus der Zentrale geschickte Topmanager Blake beschimpft die Verkäufer als „Versager“ und prahlt mit seinem Erfolg, seinem Einkommen und seinem Vermögen. Derjenige, der in den nächsten Tagen die meisten Abschlüsse tätigt, bekommt ein Auto. Die beiden schlechtesten Verkäufer werden entlassen, sodass das Team infolge des schlechten Geschäfts auch verkleinert wird. Es gilt, innerhalb der kommenden Nacht ein Stück wertloses Land an den Mann zu bringen.
Blake zeigt den Mitarbeitern einen neuen Stapel mit Adressen von Interessenten, den Leads, die Mitch & Murray gekauft haben. Den Verkäufern werden diese Adressen nicht gegeben, da diese nur etwas für Gewinner seien.
Stattdessen gibt der Büroleiter Williamson ihnen jeweils zwei wertlose Adressen. Der alte Levene, der laut eigener Aussage früher ein gefeierter Mitarbeiter war und jetzt eine Pechsträhne durchlebt, während seine Tochter im Krankenhaus liegt, ist verbittert und beklagt sich bei den Kollegen. Roma, der bei der Besprechung nicht dabei ist, nutzt auch die kleinste Gelegenheit, um einen Abschluss zu schaffen, und so jubelt er einem wenig selbstbewussten Barbesucher namens Lingk ein weiteres Stück Land unter, nachdem er ihn in ein Gespräch über zunächst private Themen verwickelt hat.
Moss und Aaronow sinnieren die ganze Nacht über einen vielversprechenden Einbruch im eigenen Büro, der den beiden eine gute Stange Geld bringen würde. Moss hat bereits einen ausgefeilten Plan und versucht, seinen Kollegen als Mittäter an Bord zu holen. Alle Makler stellen fest, dass sie die neuen Adressen der Interessenten benötigen, um Abschlüsse zu tätigen, da die alten Adressen nur Abonnements und Werbeeinsendungen sind. Die Liste der Glengarry Leads befindet sich im Büro des Managers John Williamson. Aaronow und Moss überlegen, ob sie die Liste stehlen und an die Konkurrenz verkaufen könnten. Levene hingegen versucht noch in der Nacht, Williamson davon zu überzeugen, ihm zwei der neuen Adressen zu geben, und bietet ihm als Ausgleich eine Gewinnbeteiligung an. Williamson lehnt ab. Levenes Versuch, einem der schlechten Leads beim Hausbesuch Land zu verkaufen, scheitert.
Am nächsten Morgen ist in das Büro eingebrochen worden. Die Schränke sind durchwühlt, und die Liste mit den neuen Adressen sowie die Telefone sind gestohlen. Die Polizei verhört nacheinander jeden Mitarbeiter im Büro von Williamson. Roma und Levene haben noch in der Nacht Abschlüsse gemacht und sind zuversichtlich, nicht gefeuert zu werden.
Lingk erscheint im Büro und sagt Roma, er habe mit seiner Ehefrau gesprochen. Sie habe ihn gezwungen, den Kauf rückgängig zu machen. Mit allen Tricks – legalen, halblegalen und illegalen – versucht Roma nun, Lingk abzuwimmeln bzw. umzustimmen.
Williamson kommt hinzu, erwähnt gegenüber Roma und Lingk Details aus der Vertragsbearbeitung und macht Roma dadurch unbeabsichtigt dessen Geschäft aus der vorherigen Nacht kaputt, woraufhin es zum Streit zwischen Williamson und Roma kommt. Roma beschimpft Williamson aufs Übelste und kündigt an, er werde mit der Chefetage sprechen, um ihn fertig zu machen. Daraufhin macht auch Levene Williamson Vorwürfe, wobei er unabsichtlich verrät, dass er in Williamsons Büro war. Williamson erkennt, dass die Liste von Levene gestohlen worden ist. Dieser räumt den Diebstahl und den Verkauf an die Konkurrenz letztendlich ein und benennt Moss als „Kopf des Planes“.
Levene versucht noch verzweifelt, Williamson zu bestechen. Dieser spricht jedoch mit dem anwesenden Polizisten, was für Levene nicht nur die Entlassung, sondern auch ein Strafverfahren zur Folge haben wird. Als die Telefone wieder angeschlossen werden, beginnen Roma und Aaronow wieder mit der Arbeit, als wäre nichts geschehen.

## Kritiken
Wie auch beim Publikum stieß der Film zunächst auch bei der Kritik auf wenig Begeisterung. Desson Howe schrieb in der Washington Post vom 2. Oktober 1992, im Film würden zahlreiche beachtliche Darsteller mitspielen. Sie würden jedoch wie ein Jazzorchester wirken, von dem die Musiker vortreten und nacheinander Solonummern spielen würden. Die „uninspirierte“ Atmosphäre würde die Leistungen der Darsteller zunichtemachen; der Film wirke künstlich.
Das Lexikon des internationalen Films schrieb, der Film sei „fesselnd und sehenswert“; er sei „eine aktuelle Illustration der Folgen der Reagan-Ideologie vor dem Hintergrund der anhaltenden Rezession in den USA“. Die Leistungen der Darsteller wurden als „furios“ gelobt. Die „Dialoglastigkeit, Rührseligkeit und Überdramatisierung“ wurden wie die „vorgestrige“ Inszenierung kritisiert.
Im Abstand der Jahre änderte sich der Tenor. Michael Denks schrieb in Zelluloid.de vom 12. November 2008, „Wer einen spannenden Industrie-Thriller über die Machenschaften der Vertreter Branche erwartet, wird klar enttäuscht […]. Trotz weniger Schauplätze oder Szenenwechsel wird eine raffiniert einfache Geschichte über den Dschungel des provisionsabhängigen Vertreters gezeigt […]. Die Darsteller brillieren als kompaktes Bühnenensemble, ihre Charaktere sind vielschichtig und sehr differenziert angelegt.“
Und Carsten Baumgardt schrieb auf Filmstarts.de, Filme wie dieser seien „wieder einmal ein Paradebeispiel für die Schieflage, die nicht selten im Kino auftritt. Da gelang James Foley Anfang der 90er Jahre ein dialoglastiges Meisterwerk der Schauspielkunst, aber keinen interessierte es […]. Eine wahre Perle der Filmkunst schuf der Regisseur im Verbund mit dem genialen Drehbuchschreiber David Mamet im Jahr 1992. Die grandios gespielte Theater-Adaption fand zwar im Kino kein Publikum; die wenigen, die da waren, sahen aber einige der packendsten Dialoge des 90er-Jahre-Kinos. Die superb aufgelegte Darstellerriege läuft zur absoluten Höchstform auf.“

## Auszeichnungen
Al Pacino wurde im Jahr 1993 für den Oscar als bester Nebendarsteller und für den Golden Globe Award als bester Nebendarsteller nominiert.
Jack Lemmon gewann im Jahr 1992 den Coppa Volpi als bester Hauptdarsteller und den National Board of Review Award als bester Hauptdarsteller. Alan Arkin, Alec Baldwin, Ed Harris, Jack Lemmon, Al Pacino, Jonathan Pryce und Kevin Spacey erhielten 1992 einen Preis des Valladolid International Film Festivals. James Foley wurde 1992 für einen Preis des Deauville Film Festivals nominiert. David Mamet wurde 1992 für den Writers Guild of America Award nominiert.

## Hintergrund
Der Film wurde in New York City gedreht. Die Hauptdarsteller waren von dem Thema so begeistert, dass sie sogar zum Filmset kamen, auch wenn sie gar keinen Dreh hatten. Sie taten es, um den anderen bei ihren Einstellungen zuzuschauen. Der Film hatte seine Weltpremiere am 16. September 1992 auf dem Toronto Film Festival. Der Film spielte in den Kinos der USA ca. 10,7 Millionen US-Dollar ein. In Deutschland zählte man ca. 25.000 Kinozuschauer.

## Weiteres
Der Film findet im Thriller Risiko – Der schnellste Weg zum Reichtum (2000) Erwähnung. In der computeranimierten Komödie The Boss Baby (2017) spricht Alec Baldwin die Rolle des Babys und wandelt den legendären Spruch „Coffee is for Closers“ (Kaffee gibts nur für die, die Abschlüsse tätigen) in „Cookies are for Closers“ um.

## Soundtrack
Neben der Filmmusik von James Newton Howard sind folgende Songs in dem Film zu hören:
- Blue Skies – komponiert von Irving Berlin, gesungen von Al Jarreau
- Prelude to a Kiss – komponiert von Duke Ellington, Irving Mills und Mack Gordon, gespielt vom Bill Holman Orchestra
- Blue Lou – komponiert von Donald Fagen, gespielt vom Joe Roccisano Orchestra
- Daydream – komponiert von Duke Ellington und Billy Strayhorn, gespielt von David Sanborn